# Fountain (Colorado)
Pour les articles homonymes, voir Fountain.
Fountain est une municipalité américaine située dans le comté d'El Paso, dans l'État du Colorado. Lors du recensement de 2010, sa population s'élevait à 25 846 habitants.
Elle accueille le Pikes Peak International Raceway.

## Géographie
Selon le Bureau du recensement des États-Unis, la municipalité s'étend en 2010 sur une superficie de 24,02 milles carrés (62,21 km2).
Fountain se trouve au sud de Colorado Springs, dont elle fait partie de l'agglomération.

## Histoire
Fountain est fondée en 1859. Elle devient une municipalité en 1903. Fountain doit son nom à la Fountain Creek (en), un affluent de l'Arkansas qui s'écoule dans la région.

## Démographie
La population de Fountain est estimée à 28 753 habitants au 1er juillet 2016.
| Groupe                                  | Fountain | Colorado | États-Unis |
| --------------------------------------- | -------- | -------- | ---------- |
| Blancs                                  | 74,8     | 87,5     | 76,9       |
| Afro-Américains                         | 11,0     | 4,5      | 13,3       |
| Métis                                   | 7,4      | 3,0      | 2,6        |
| Asiatiques                              | 3,0      | 3,3      | 5,7        |
| Hawaïens et autres peuples du Pacifique | 1,6      | 0,2      | 0,2        |
| Amérindiens                             | 0,9      | 1,6      | 1,3        |
|                                         |          |          |            |
| Hispaniques et Latino-Américains        | 19,3     | 21,3     | 17,8       |

Le revenu par habitant était en moyenne de 24 148 dollars par an entre 2012 et 2016, inférieur à la moyenne du Colorado (33 230 dollars) et à la moyenne nationale (29 829 dollars). Sur cette même période, 8,1 % des habitants de Fountain vivaient sous le seuil de pauvreté (contre 11,0 % dans l'État et 12,7 % à l'échelle des États-Unis).
| 1880 | 1910 | 1920 | 1930 | 1940 | 1950 |
| ---- | ---- | ---- | ---- | ---- | ---- |
| 99   | 431  | 595  | 577  | 571  | 713  |

| 1960  | 1970  | 1980  | 1990  | 2000   | 2010   |
| ----- | ----- | ----- | ----- | ------ | ------ |
| 1 602 | 3 515 | 8 324 | 9 984 | 15 197 | 25 846 |